# Le 75
 (novembre 2023).
L'École supérieure des arts Le 75, ou Le 75, est l’une des principales écoles d’art de la Fédération Wallonie-Bruxelles,. Fondée en 1969, Le 75 est une école subventionnée par la commune de Woluwe-Saint-Lambert.

## Orientations
L'ESA Le 75 propose un bachelier artistique comprenant quatre orientations appartenant au domaine des arts plastiques visuels et de l’espace : 
- Graphisme
- Images plurielles imprimées
- Peinture
- Photographie

L’ESA Le 75 propose un développement de recherche artistique.
L'ESA Le 75 s'inscrit dans plusieurs projets et programmes de dimension internationales, dont le programme d’échanges Erasmus.

## Situation
Les activités de l'ESA Le 75 se déploient sur trois sites,, tous situés au sein de la commune bruxelloise de Woluwe-Saint-Lambert. 
- Le site Debecker est situé au 10 de l'avenue Jean-François Debecker, en bordure du Parc Madou. Il contient la direction, le service administratif, la bibliothèque, l'atelier photo, les ateliers de sérigraphie et de gravure, l'atelier de graphisme, et les cours théoriques.
- Le site Gulledelle est situé au 98, Gulledelle, et contient l'atelier de peinture, le Printlab, le projet Culture numérique, et le Livre d'artiste.
- Site Maison communale : certains cours théoriques sont dispensés à la Maison communale de Woluwe-Saint-Lambert.

## Distinctions et récompenses
- Prix Roger De Conynck 2018 : Romain Cavallin et Camille Seilles.
- Prix Mediatine 2017 : Arnold Grosjean (Prix Mediatine)[7], Sarah Lowie (Prix de la ville de Bruxelles)[7], Solal Israel (Sélection pour l'exposition du Prix Mediatine)[7].
- Boutographies 2016 : Pierre Liebaert (Prix du jury)[8], Kamel Moussa (Prix Coup de cœur)[8].
- Bozar Nikon Monography Award 2016 : Massao Mascaro[9]
- Prix Lucas Dolega 2015 : Sébastien Van Malleghem[10]
- StuMPA 2016 : Daoud Hamdan (Bronze)[11], Bruno Tellier (Bronze)[11]
- StuMPA 2015 : Sahra Marly (Silver)[12], Florence Mullier (Bronze)[13]
- StuMPA 2014 : Thierry Massaux (Gold)[14], Maxime Siquet (Silver)[14].
- StuMPA 2013 : Anne Thery (Gold)[14], Caroline Ronsmans (Silver)[14].
- Boutographies 2012 : Pierre Liebaert (Prix du jury)

Le StuMPA Best School Award 2015 a été attribué à l'ESA Le 75.